# Nobuyuki Tawara
Nobuyuki Tawara (jap. 俵信之 Tawara Nobuyuki; ur. 22 września 1964 r. w Asahikawa) – japoński kolarz torowy, trzykrotny medalista mistrzostw świata.

## Kariera
Pierwszy sukces w karierze Nobuyuki Tawara osiągnął w 1986 roku, kiedy zdobył brązowy medal w sprincie indywidualnym podczas mistrzostw świata w Colorado Springs. W wyścigu tym uległ jedynie dwóm swoim rodakom: Kōichiemu Nakano i Hideyukiemu Matsui. Na rozgrywanych rok później mistrzostwach świata w Wiedniu Nobuyuki był już najlepszy, Matsui był drugi, a trzecie miejsce przypadło Claudio Golinellemu z Włoch. Ponadto podczas mistrzostw świata w Gandawie w 1988 roku Tawara ponownie wywalczył brązowy medal, tym razem przegrywając ze Stephenem Pate'em z Australii i Claudio Golinellim (Włoch został zdyskwalifikowany, jednak Japończykowi nie przyznano srebrnego medalu). Nigdy nie brał udziału w igrzyskach olimpijskich.